# Xerez FC
A Xerez FC, teljes nevén Xerez Fútbol Club egy már megszűnt spanyol labdarúgócsapat. A klubot 1907-ben alapították, 1946-ban szűnt meg. Utódja a Xerez CD.

## Statisztika
- Xerez FC:

| Szezon  | Osztály | Poz. | Copa del Rey |
| ------- | ------- | ---- | ------------ |
| 1928/29 | -       | -    |              |
| 1929/30 | -       | -    |              |
| 1930/31 | -       | -    |              |
| 1931/32 | -       | -    |              |
| 1932/33 | -       | -    |              |
| 1933/34 | 3ª      | 2.   |              |
| 1934/35 | -       | -    |              |
| 1935/36 | 2ª      | 2.   |              |

- Jerez CF:

| Szezon  | Osztály | Poz. | Copa del Rey |
| ------- | ------- | ---- | ------------ |
| 1939/40 | 2ª      | 5.   |              |
| 1940/41 | 2ª      | 6.   |              |
| 1941/42 | 2ª      | 7.   |              |
| 1942/43 | 2ª      | 2.   |              |
| 1943/44 | 2ª      | 5.   |              |
| 1944/45 | 2ª      | 5.   |              |
| 1945/46 | 2ª      | 12.  |              |

## Külső hivatkozások
- A Xerez CF hivatalos weboldala (spanyolul)